# Wells County (Indiana)
Wells County ist ein County im Bundesstaat Indiana der Vereinigten Staaten. Der Verwaltungssitz (County Seat) ist Bluffton.

## Geographie
Die Nachbar-Countys (im Norden startend, im Uhrzeigersinn) sind: Allen County, Adams County, Jay County, Blackford County, Grant County und Huntington County.

## Geschichte
4 Bauwerke und Stätten des Countys sind im National Register of Historic Places eingetragen (Stand 5. September 2017).